# 巴勒斯坦领土

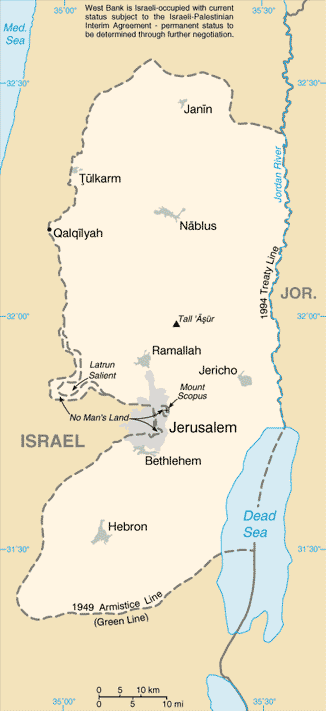
約旦河西岸地區地图

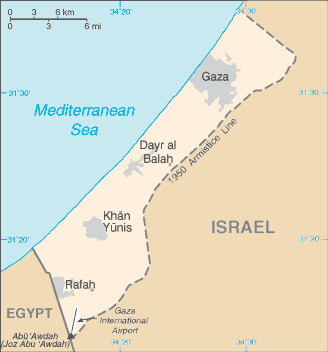
加沙地带地图

巴勒斯坦领土（阿拉伯語：الأراضي الفلسطينية المحتلة）由約旦河西岸地區和加沙地带两个地区组成。

## 歷史
该地区原先属于英屬巴勒斯坦託管地。在20世纪40年代后期被约旦和埃及占领，1967年的六日战争之后被以色列占领。
“巴勒斯坦领土”是对这些地区的一种较正式称呼。
1980年，以色列吞并約旦河西岸地區的东耶路撒冷，并通过法律声明整個耶路撒冷属于以色列，但是联合国安理会认为这违反了国际法，在478号决议中宣布这项法律无效并希望以色列立即取消此法案。
1993年，在《奧斯陸協議》签署后，巴勒斯坦民族权力机构保有約旦河西岸和加沙地带的局部地區並進行统治，為自治政府性質，同時以色列亦對相關地區維持相當程度的实际控制。
2016年12月23日，联合国安全理事会以14票支持和0票反對，通过第2334號決議，要求以色列立即和完全停止在包括东耶路撒冷在内的所有被佔巴勒斯坦领土上的定居点活动。美国一改以往做法，在本次決議案投票时弃权。
2024年9月18日，第十次联合国大会紧急特别会议以124票赞成、14票反对、43票弃权的結果，要求以色列在未来12个月内结束对巴勒斯坦领土的占领。